# 岬 (ダンブロジオ)
『岬』（みさき、英: The point）は、アメリカ合衆国の小説家チャールズ・ダンブロジオ (en:Charles D'Ambrosio) による短編小説、および同作を表題作とする小説集である。

## 概要
1991年、著者の処女短編小説『岬』が、雑誌『ザ・ニューヨーカー』に掲載される。同作は、ザ・ベスト・アメリカン・ショート・ストーリーズ (en:The Best American Short Stories 1991) に選ばれている。また同作は、ローリー・ムーア (en:Lorrie Moore) 編による “I Know Some Things: Stories About Childhood” にも掲載されている。2作目の短編小説『彼女の名前』は、1993年度のアーガ・カーン賞 (en:Aga Khan Prize for Fiction) を受賞している。1995年、同作を表題作とする小説集『岬』を発表する。1998年6月30日、古屋美登里による邦訳版が早川書房より刊行される。

## あらすじ
岬
13歳の少年であるカートの父親は、岬の高台で、自らの頭部を拳銃で撃ち抜いて自殺した。それから、カートの母親はよく酒を飲むようになった。カートは、ある日、パーティーで酒を飲んで酔いつぶれているガーニーという女性を、彼女の家まで送り届ける。カートは、家に戻ると、父親が自殺したときのことを思い起こす。
彼女の名前
ジョーンズという男性とある娘が、アメリカ大陸を西に向かって車を走らせている。車は、ニューポートニューズで入手したベルヴェディアである。娘は、イリノイ州の南部にあるガソリンスタンドに勤務していた。
ウシガエル
13歳になった〈ぼく〉は、両親が何かしらの問題を抱え、ふさぎ込んでいるらしいことに気づく。〈ぼく〉は、不良として生きていくことを決意する。ある日、〈ぼく〉と友人のレジンバルは、ウシガエルの解剖に取りかかる。
ジェイシンタ
ドロシーは、1年前の9月に、レイモンドでビルと出会った。2人は結婚し、ドロシーは妊娠した。ドロシーは、子どもにヒヤシンスの別名であるジェイシンタという名前を付ける。しかし、ジェイシンタは、生まれて1年が過ぎた頃に命を落とす。
発車します
ある日、ニールは、友人のフラジョールが亡くなったことを知らされる。フラジョールは、車で山へ向かっていたときに、峠でガードレールを突き破ってしまい、彼の車は、30メートルほど転がりながら落ち、出火したために、彼は焼け死んだのだという。
リリシズム
ジェインとポッターは、住んでいる町を離れて、アディロンダック山地を訪れる。ポッターは、隣の山小屋にいた男たちとビールを飲み交わし、二日酔いになる。
オープン・ハウス
ボビーには、2人の兄がおり、1人は、精神に異常をきたし、もう1人は、12口径の銃を自らの扁桃腺に押し当てて発砲し、自殺した。ボビーの父親は、自分の妻との関係のために精神が錯乱した状態に陥っていた。

## 登場人物
岬
- カート - 13歳の少年
- ガーニー - カートの母親の友人。

彼女の名前
- ジョーンズ - 男性
- 娘 - ガソリンスタンドでの勤務経験をもつ。

ウシガエル
- 〈ぼく〉 - 語り手。13歳。
- レジンバル - 〈ぼく〉と友人。

ジェイシンタ
- ドロシー - 女性。
- ビル - ドロシーの夫。

発車します
- ニール - 男性。
- サラ - ニールの妻。
- フラジョール - ニールの友人。

リリシズム
- ジェイン - 女性。
- ポッター - 男性。

オープン・ハウス
- ボビー - 20歳
- ジャッキー - ボビーの兄。

## 収録作品
| タイトル         | 原題              |
| ---------------- | ----------------- |
| 岬               | The point         |
| 彼女の名前       | Her real name     |
| ウシガエル       | American bullfrog |
| ジェイシンタ     | Jacinta           |
| 発車します       | All aboard        |
| リリシズム       | Lyricism          |
| オープン・ハウス | Open house        |

## 評価
小説家の片山恭一は、「ひとつひとつの物語が破綻なくできているんですね」「非常に感心しました」「同世代の作家として、僕もこれくらいのものが書きたいなと思いました」「この本に収められた作品は、その物語の中にいるべき人が、語るべきことを語っている。『やるなあ』と思いました」と評価している。古屋は、表題作について、「このような悲哀漂う美しい作品を読んだのは久しぶりのことだ」「少年の心をいとおしむように描いたこの作品は、まさに珠玉の短篇と言えるだろう」と評価している。